# XCF (파일 포맷)
XCF(eXperimental Computing Facility)는 김프 이미지 편집 프로그램의 기본 이미지 형식이다. 각 레이어, 현재 선택 항목, 채널, 투명도, 경로 및 안내선을 포함하여 프로그램이 이미지와 관련하여 처리하는 모든 데이터를 저장한다.
버전 4(GIMP 2.10.0, 2018-04-27 출시) 이전에는 저장된 이미지 데이터를 단순 RLE 알고리즘으로만 압축했지만, 김프에서는 gzip, bzip2, xz를 이용한 압축 파일을 지원한다. 압축된 파일은 일반 이미지 파일로 열 수 있다. 버전 4부터는 대신 zlib로 이미지 데이터를 압축할 수 있다.
XCF 파일 형식은 이전 버전과 호환되며(모든 버전의 김프는 이전 버전의 파일을 열 수 있음) 일부 경우에는 이후 버전과 호환된다. 예를 들어, 김프 2.0은 텍스트 레이어에 텍스트를 저장할 수 있지만 김프 1.2는 그렇지 않는다. 김프 2.0에 저장된 텍스트 레이어는 김프 1.2에서 일반 이미지 레이어로 열린다. 그러나 김프 2.7에 도입된 기능인 레이어 그룹이 포함된 XCF 파일은 김프 2.6에서 열 수 없다.
다른 프로그램에서 일부 사용됨에도 불구하고 김프 개발자는 XCF를 데이터 교환 형식으로 사용하는 것을 권장하지 않는다. 왜냐하면 이 형식은 김프의 내부 데이터 구조를 반영하고 향후 버전에서 사소한 형식 변경이 있을 수 있기 때문이다. 대신, GIMP와 크리타 개발자 간의 공동 노력이 진행되어 향후 두 응용 프로그램 및 다른 응용 프로그램에서도 사용할 수 있도록 오픈래스터(OpenRaster, 오픈도큐먼트 형식을 모델로 함)라는 표준화된 래스터 파일 형식을 설계하고 있다.
김프의 저장 대화 상자는 XCF 형식으로 저장된다. 버전 2.8부터 가져오기/내보내기를 지원하는 다른 형식이 내보내기 대화 상자로 이동되었다.